# Zhang Minjie
Zhang Minjie (掌敏洁S; 28 agosto 2004) è una tuffatrice cinese.

## Biografia
Ha vinto due medaglie d'oro ai campionati mondiali di nuoto tra il 2023 e il 2025.

## Palmarès
- Mondiali

Fukuoka 2023: oro nella squadra mista.
Singapore 2025: oro nel sincro 10m.
- Giochi asiatici

Jakarta 2018: oro nel sincro 10m.
- Vincitrice della Coppa del Mondo del sincro 10 m nel 2018